# La Fuite en Égypte (Brueghel)
Pour les articles homonymes, voir La Fuite en Égypte.
La Fuite en Égypte est un tableau peint par Pieter Brueghel l'Ancien en 1563. Il est conservé à l'Institut Courtauld à Londres.